# Copa da Liga Escocesa 1998–99
A Copa da Liga Escocesa de 1998-99 foi a 53º edição do segundo mais importante torneio eliminatório do futebol da Escócia. O campeão foi o Rangers F.C., que conquistou seu 21º título na história da competição ao vencer a final contra o St. Johnstone F.C., pelo placar de 2 a 1.

## Premiação
| Copa da Liga Escocesa de 1998-99  |
| Escócia                           |
| --------------------------------- |
| Rangers F.C. Campeão (21º título) |